# Park Zdrojowy w Dusznikach-Zdroju

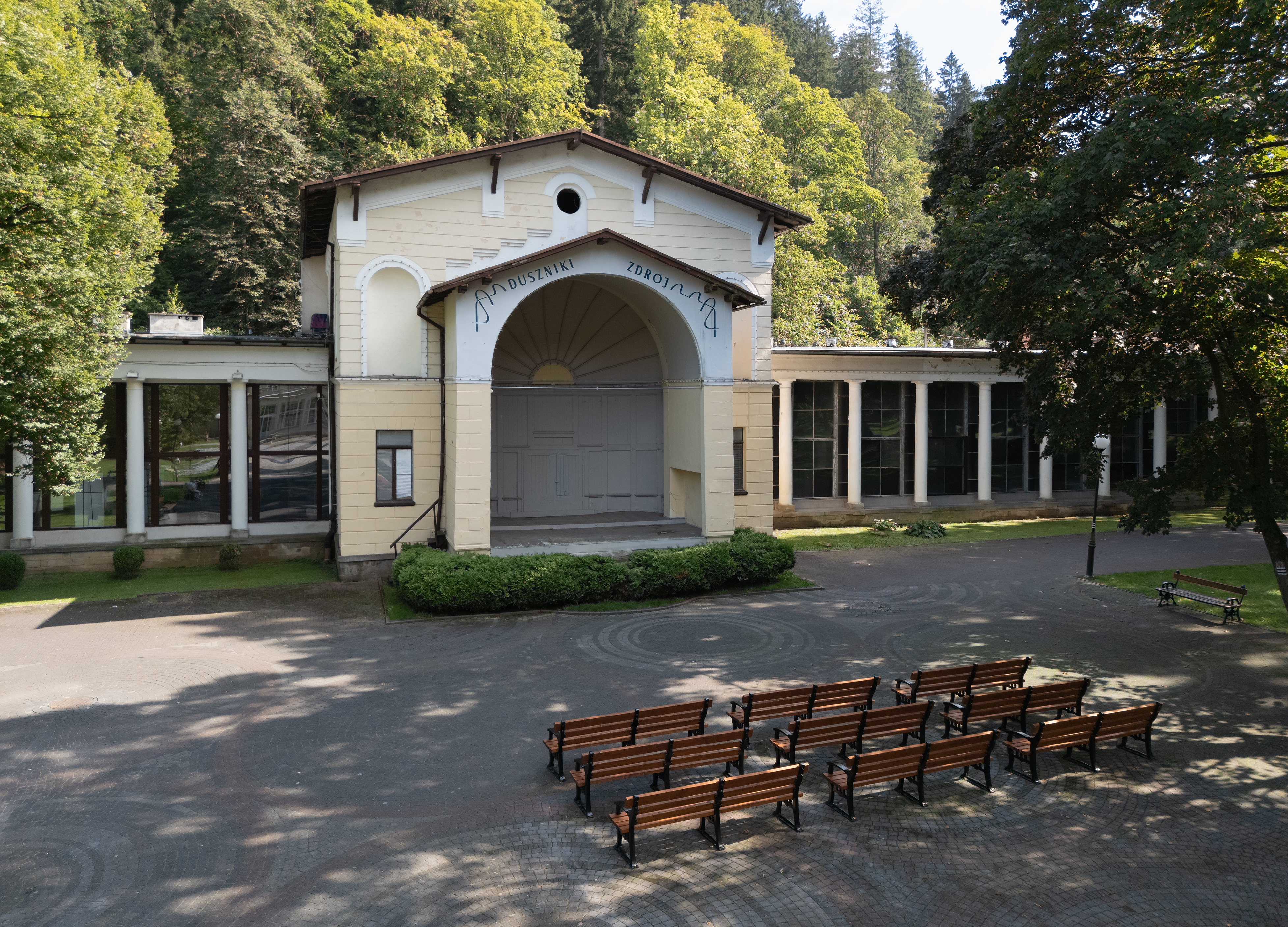
Muszla koncertowa

Park Zdrojowy w Dusznikach-Zdroju – park zdrojowy o powierzchni 5,4 hektara, znajdujący się na południowy wschód od centrum Dusznik-Zdroju. Park jest objęty strefami przyrody: obszarem chronionego krajobrazu Gór Stołowych, Gór Bystrzyckich. Gór Orlickich oraz strefą otuliny Parku Narodowego Gór Stołowych.

## Historia
Duszniki oficjalnie stały się uzdrowiskiem pod koniec XVIII w. Woda Zimny Zdrój została wpisana na listę wód leczniczych w 1769 r., a w 1797 r. rozpoczęło się właściwe leczenie podgrzaną wodą mineralną. Na południe od miasta wybudowano uzdrowisko, lecz park zaczęto tworzyć wraz z budową palmiarni, którą ukończono w 1885 r. Projekt rearanżacji parku zdrojowego zlecony został przez burmistrza Paula Denglera słynnemu projektantowi, Carlowi Hamplowi. Projekt ukończony został 18 sierpnia 1886 roku. Jego realizacja trwała do 1900 roku. Na utrzymanie parku płacili mieszkańcy Dusznik, ponadto miasto otrzymało pieniądze z ubezpieczenia po wojnie austriacko-pruskiej. W 1946 r. w parku zorganizowano Międzynarodowy Festiwal Chopinowski. Park znacznie przebudowano po powodzi w 1997 r. – zamieniono asfalt alejek na granit, dosadzono drzewa oraz wykonano cięcia pielęgnacyjne. W 2023 roku rozpoczęto prace nad sporządzeniem kompleksowej dokumentacji rewaloryzacyjnej parku zdrojowego. Koncepcję w latach 2023-2024 opracował specjalista ds. ogrodów historycznych, prezes Fundacji im. Eduarda Petzolda, Łukasz Przybylak.

## Obiekty na terenie parku
- Pijalnia Wód Mineralnych – budynek powstał w I połowie XIX w. Oferuje wody mineralne Pieniawa Chopina, Jan Kazimierz i Zdrój Zimny[1]
- Źródło Agata – umieszczone na uboczu parku źródło na wolnym powietrzu i obudowane murkiem. Zawiera szczawę wodorowęglanowo-sodowo-magnezową, naturalnie gazowaną, o temperaturze 12 stopni. W odróżnieniu od wód serwowanych w pijalniach jest bezpłatna[4]
- Teatr Zdrojowy, zwany również dworkiem im. Fryderyka Chopina – od 1802 r. miejsce spotkań towarzyskich. W 1826 r. dał tu dwa koncerty Fryderyk Chopin[1] i po raz pierwszy w życiu miał się zakochać. Jego wybranką byłą Libusza, podająca kuracjuszom kubki z wodą mineralną[2]. Obecnie odbywa się tu corocznie Międzynarodowy Festiwal Chopinowski, oraz koncerty promenadowe, przedstawienia teatralne, itp.[3]
- Kolorowa Fontanna – jedna z trzech fontann w parku, podświetlana
- Pomnik Fryderyka Chopina – odsłonięty w 1976 roku, a jego autorem jest artysta rzeźbiarz Jan Kucz[3].
- Sanatorium Jan Kazimierz – zbudowane na początku XX wieku[3].

## Roślinność
Drzewostan składa się z 12 gatunków drzew iglastych i 20 gatunków drzew liściastych, głównie z buków, kasztanowców i lip. Występuje tu m.in. lipa drobnolistna, klon zwyczajny, olsza czarna, kasztanowiec biały, jesion wyniosły, buk zwyczajny, miłorząb dwuklapowy, a z drzew iglastych m.in. świerk pospolity, cyprysik nutkajski, jedlica Douglasa, cis pospolity. Na terenie parku rośnie 6 pomników przyrody: cztery lipy drobnolistne o obwodach od 316 do 760 cm oraz dwa buki pospolite o obwodach 312 i 365 cm. Jednym z ogrodów na terenie parku jest ogród fenologiczny, podzielony na 4 części, zwane porami roku, każda z innym czasem kwitnienia roślin.

## Szlaki turystyczne
Przez park przebiegają następujące szlaki turystyczne:
- Główny Szlak Sudecki[5] Schronisko PTTK „Orlica”, Kudowa-Zdrój
- Lewin Kłodzki, stacja kolejowa Duszniki-Zdrój[6]
- Szczytna, Batorów[6]